# Lytham
Lytham är en ort och en civil parish i distriktet Fylde i grevskapet Lancashire i England. Orten är belägen 35 km från Lancaster. Civil parishen inrättades den 1 april 2025. Unparished area har 17 208 invånare (2011). Fram till 1922 var det ett separat distrikt. Orten nämndes i Domedagsboken (Domesday Book) år 1086, och kallades då Lidun.